# Latarnia morska Lynmouth Foreland
Latarnia morska Lynmouth Foreland – latarnia morska położona jest na przylądku Foreland Point, najdalej na północ wysuniętym punkcie lądu w Devon. Położona jest na około 5 kilometrów na północny wschód od wsi Lynmouth. 
Zbudowana została przez Trinity House w 1900 roku jako kolejny punkt nawigacyjny Kanału Bristolskiego. Kompleks zabudowań z cegły jest pomalowany na biało. Składa się z wieży latarnianej, oraz zabudowań technicznych i mieszkania latarnika. Znajduje się na zboczu wzgórza, w bezpośrednim sąsiedztwie ponad 30-metrowego klifu. Gdzieś w jej sąsiedztwie znajdowała się rzymska stacja sygnałowa.
Latarnia rozpoczęła pracę w 1900 roku. W 1975 roku została zelektryfikowana. W 1994 roku zmodernizowana i zautomatyzowana. Obecnie w zabudowaniach latarni znajduje się pięć dwuosobowych pokoi, które National Trust udostępnia turystom.
Zasięg światła białego wynosi 18 Mm, wysyłany sygnał to 4 białe błyski co 15 sekund. Stacja jest monitorowana z Trinity House Operations & Planning Centre w Harwich.